# Paul Virilio
Paul Virilio (ur. 4 stycznia 1932 w Paryżu, zm. 10 września 2018) – francuski teoretyk kultury.
Stworzył wojenny model rozwoju współczesnego miasta i społeczeństwa oraz dromologię – naukę o prędkości. Jest znany z prac dotyczących koncepcji integralnego wypadku, czystej władzy, chronopolityki, logistyki percepcji, wojny ruchu, estetyki znikania i bomby informacyjnej.

## Życiorys
W dzieciństwie wraz z rodziną uniknął aresztowania przez gestapo dzięki przemyślnej architekturze domu. To wydarzenie przypuszczalnie ukierunkowało jego późniejsze zainteresowania. Studiował w Ecole des Metiers d’ Art. Specjalizował się w tworzeniu witraży. Współpracował z Henrim Matisse’em. Został powołany do wojska podczas wojny o niepodległość w Algierii. Po powrocie studiował fenomenologię pod kierunkiem Maurice’a Merleau-Ponty’ego.
W 1958 Virilio prowadził badania w obrębie francuskiej części Wału Atlantyckiego – nazistowskich bunkrów wybudowanych w czasie II wojny światowej, stworzonych aby odeprzeć ewentualny atak aliantów. W 1963 rozpoczął współpracę z architektem Claude’em Paretem, z którym stworzył grupę Architecture Principe.
W 1968 brał udział w rewolcie studenckiej. Po tym wydarzeniu został powołany na stanowisko profesora architektury w Ecole Speciale d’ Architecture.
W 1975 współorganizował wystawę Bunker Archeologie w paryskim Decorative Arts Museum. Była to kolekcja tekstów i zdjęć związanych z Wałem Atlantyckim. Od tego czasu był szeroko publikowany i tłumaczony. W 1998 wycofał się z życia akademickiego. Jego ostatnie projekty obejmują m.in. współpracę z paryskimi organizacjami zajmującymi się problemem mieszkań dla bezdomnych oraz budowę pierwszego na świecie muzeum wypadku.

## Tłumaczenia prac na j. polski
- Prędkość i polityka, Warszawa 2008, Wydawnictwo Sic!, ISBN 978-83-60457-50-4 (Vitesse et Politique 1977)
- Wypadek pierworodny, Warszawa 2007, Wydawnictwo Sic!, ISBN 978-83-60457-21-4 (L’accident originel)
- Bomba informacyjna, Warszawa 2006, Wydawnictwo Sic!, ISBN 83-88807-89-7 (La bombe informatique 1998)
- Światło pośrednie, [w:] Andrzej Gwóźdź (red.) Po kinie?... Audiowizualność w epoce przekaźników elektronicznych, Kraków 1994, Wyd. Universitas, ISBN 83-7052-160-6 (La lumière indirecte Communications 48, s. 45–52 1988)
- Maszyna widzenia, [w:] Andrzej Gwóźdź (red.) Widzieć, myśleć, być. Technologie mediów, Kraków 2001, Wyd. Universitas, ISBN 83-7052-593-8 (La machine de vision 1988)